# Завадське
Зава́дське —  село в Золочівській громаді Богодухівського району Харківської області України. Населення становить 152 осіб.

## Географічне розташування
Село Завадське знаходиться на правому березі річки Грайворонка, вище за течією примикає село Широкий Яр, нижче за течією на відстані 1 км розташоване село Скорики, на протилежному березі - села Олександрівка та Широкий Яр. По селу протікає пересихаючий струмок уздовж якого село витягнуто на 4 км. Поруч із селом проходить автомобільна дорога Т 2103. За 2 км розташована залізнична станція Муравський.

## Історія
12 червня 2020 року, розпорядженням Кабінету Міністрів України № 725-р «Про визначення адміністративних центрів та затвердження територій територіальних громад Харківської області», увійшло до складу Золочівської селищної громади.
19 липня 2020 року, в результаті адміністративно-територіальної реформи та ліквідації Золочівського району, село увійшло до складу Богодухівського району.